# Tor Bergeron
Tor Bergeron (* 15. August 1891; † 13. Juni 1977) war ein schwedischer Meteorologe, der einen Mechanismus für die Bildung von Niederschlag in Wolken vorschlug (Bergeron-Findeisen-Prozess).
Der Mechanismus wurde in seiner Doktorarbeit 1928 entwickelt und vollständig 1933 veröffentlicht. Die experimentelle Bestätigung geschah 1938 durch Walter Findeisen.